# Дін Геммелл
Дін Геммелл (англ. Dean Gemmell; (27 серпня 1967 , Норт-Ванкувер, Британська Колумбія ) - американський (до того канадський ) керлінгіст і письменник .

## Життєпис
У складі команди США учасник чемпіонат світі серед чоловіків 2012 . Чемпіон США сред мужчин (2012). Коли до початку 1990-х проживав у Канаді – учасник чемпіонату Канади серед чоловіків 1988 у складі команди Квебеку (зайняли 8-е місце).
Разом з Джоном Моррісом автор підручника з керлінгу Fit to Curl, Sport Specific Training for The World ' Greatest Game ( ISBN 0981308600 та 9780981308609   ) , а також кількох інших книг як з навчання керлінгу, так і.
У 2005-2017 творець і ведучий подкасту «Керлінг-шоу» (англ. The Curling Show ). Підкаст виходив кілька разів на місяць, загальний обсяг мовлення складає більше 100 годин, включає більше 250 інтерв'ю з керлінгістами, тренерами, спортивними функціонерами та іншими людьми, що ведуть діяльність навколо керлінгу. 

## Досягнення
- Чемпіонат США з керлінгу серед чоловіків: золото (2012).
- Американський олімпійський відбір з відбір з керлінгу: бронза (2013).
- Континентальний Кубок з керлінгу (у складі команди Північної Америки): золото (2013).
- Чемпіонат США з керлінгу серед змішаних команд: бронза (2007).

## Команди
| Сезон                                         | Четвертий        | Третій          | Другий        | Перший          | Запасний                                 | Турніри                         |
| --------------------------------------------- | ---------------- | --------------- | ------------- | --------------- | ---------------------------------------- | ------------------------------- |
| Канада                                        |                  |                 |               |                 |                                          |                                 |
| 1987-88                                       | Lawren Steventon | Pete Gawel      | Marco Ferraro | Дін Геммелл     | Malcolm Turner                           | ЧК 1988 (8 місце)               |
| США                                           |                  |                 |               |                 |                                          |                                 |
| 2008-09                                       | Метт Хеймс       | Matt Mielke     | Біл Стопера   | Дін Геммелл     |                                          |                                 |
| 2009-10                                       | Метт Хеймс       | Біл Стопера     | Мартін Сатер  | Дін Геммелл     |                                          | ЧСШАМ 2010 (4 місце)            |
| 2010-11                                       | Хіт Маккормік    | Біл Стопера     | Мартін Сатер  | Дін Геммелл     |                                          | ЧСШАМ 2011 (4 місце)            |
| 2011-12                                       | Хіт Маккормік    | Біл Стопера     | Мартін Сатер  | Дін Геммелл     | Крейг Браун (ЧМ) тренер: Метт Хеймс (ЧМ) | ЧСШАМ 2012 · ЧМ 2012 (8 місце)  |
| 2012-13                                       | Хіт Маккормік    | Біл Стопера     | Мартін Сатер  | Дін Геммелл     |                                          | ККК 2013 · ЧСШАМ 2013 (4 місце) |
| 2013-14                                       | Хіт Маккормік    | Біл Стопера     | Дін Геммелл   | Мартін Сатер    |                                          | АТЗК 2013                       |
| 2013-14                                       | Тайлер Джордж    | Біл Стопера     | Дін Геммелл   | Мартін Сатер    |                                          | ЧСШАМ 2014 (6 місце)            |
| 2014-15                                       | Дін Геммелл      | Біл Стопера     | Кельвін Вебер | Мартін Сатер    |                                          |                                 |
| 2014-15                                       | Дін Геммелл      | Біл Стопера     | Мартін Сатер  | Mark Lazar      | Andrew Stopera                           | ЧСШАМ 2015 (5 місце)            |
| 2015-16                                       | Хіт Маккормік    | Біл Стопера     | Дін Геммелл   | Mark Lazar      | Andrew Stopera                           | ЧСШАМ 2016 (10 місце)           |
| 2016-17                                       | Біл Стопера      | Дін Геммелл     |               | Mark Lazar      |                                          |                                 |
| 2017-18                                       | Біл Стопера      | Дін Геммелл     | Michael Moore | Mark Lazar      |                                          |                                 |
| 2018-19                                       | Крейг Браун      | Біл Стопера     | Дін Геммелл   | Mark Lazar      |                                          |                                 |
| Керлінг серед змішаних команд (mixed curling) |                  |                 |               |                 |                                          |                                 |
| 2006-07                                       | Scott Edie       | Janice Langanke | Дін Геммелл   | Jennifer Kungle | Tanya Jacobson                           | ЧСШАСК 2007                     |

( Скіпи виділені напівжирним шрифтом)

## Приватне життя
Народився і виріс у Канаді, на початку 1990-х переїхав до США.
Одружений, четверо дітей.
Закінчив Університет Макгілла в Монреалі .
Почав займатися керлінгом у 1978, у віці 11 років.